# Georgi Scheljaskowitsch
Georgi Scheljaskowitsch (bulgarisch Георги Желязкобич; * 1829 in Sofia oder Swischtow, Osmanisches Reich; † 1889 in Sofia, Bulgarien) war ein bulgarischer Politiker und Finanzfachmann.
Nach einem 1867 in Moskau abgeschlossenem Jura-Studium arbeitete Scheljaskowitsch bis zum Ende der osmanischen Herrschaft über Bulgarien 1878 bei der Ottomanischen Bank in Plovdiv bzw. bei dieser Bank angeschlossenen Handelsgesellschaften. 1868 trat er der Bulgarischen Literarischen Gesellschaft bei (aus der 1911 die Bulgarische Akademie der Wissenschaften hervorging) und war zeitweise auch Sekretär der Plovdiver Sektion. Während des russisch-osmanischen Krieges 1877/78 wurde er in die russische Zivilverwaltung berufen. Am 1. Juli 1879 berief ihn die verfassunggebende Nationalversammlung zum ersten Gouverneur der neugegründeten Bulgarischen Nationalbank. Aus diesem Amt heraus wurde er im Juli 1881 zum Finanzminister in der kurzlebigen Regierung Ernrot ernannt und behielt das Amt auch in der nachfolgenden Regierung des Fürsten Alexander I. bis zum 23. Juni 1882. Nach dem Ausscheiden aus dem Ministeramt berief die nachfolgende Regierung Scheljaskowitsch zu einem von mehreren Regierungskommissaren für die Überwachung des Eisenbahnbaus und später zum Hauptkommissar für die Einführung des Dezimalsystems in Bulgarien.
Außerdem veröffentlichte er bis zu seinem Tode regelmäßig Artikel in den Zeitschriften Съзнание (Bewusstsein) und Търновска конституция (Verfassung von Tarnowo).